# Cosmovisión incaica

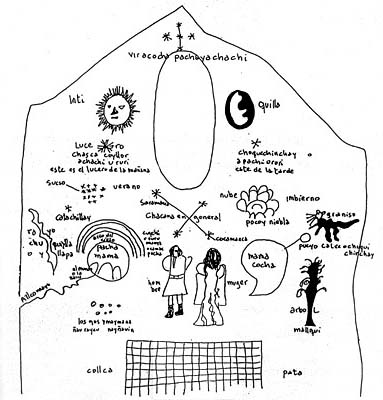
Cosmovisión Inca

Desde la antigüedad todas las culturas del mundo han tenido que asumir una concepción, donde se explican la existencia del mundo y de sí mismo. Esta cosmovisión consideraba que la naturaleza, los seres vivos y la madre tierra son elementos que viven perpetuamente.
Los incas eran una manera propia de ver al mundo, dar respuestas a los interrogantes que el hombre se plantea. Es evidente que la concepción de los Incas, fue producto de un largo proceso de evolución del pensamiento que el hombre andino realizó desde los comienzos mismos del período formativo. Fue una concepción propia y diferente a la de los europeos, con lo cual enfocó y entendió su mundo y marcó su proceder, su conducta e imprimió su sello en las relaciones sociales que establecieron los hombres andinos.
Gracias a los relatos de los mitos andinos que fueron incorporados a las crónicas ha sido posible obtener una imagen de la cosmovisión inca. En ellas tanto al espacio como el tiempo eran sagrados y tenían indudablemente una explicación mítica y una representación ritual. En relación con el espacio presentan una concepción dualista.
Ya en la época Wari-Tiahuanaco, el concepto dual ya estaba muy arraigado en estas culturas, que seguramente la tomaron de otras culturas antiguas y la generalizaron a lo largo del territorio que dominaron. Para el hombre andino (y los Incas) el espacio horizontal también estaba dividido en dos partes. Cada una de ellas subdividida en otras dos, así, el mundo aparecía compuesto por cuatro planos:
- Hanan Pacha o el mundo de arriba celestial y supraterranal (dioses como el sol, la luna, el rayo, las estrellas, el Arco Iris, etc).
- Kay Pacha o el mundo de aquí y presente (hombres, animales y plantas).
- Hurin Pacha  o el mundo de abajo (muertos, no natos y las enfermedades).[3]
- Hawa Pacha o el mundo de afuera (lo que existe pero nuestros sentidos no pueden percibir).

Cada una de estas kanchas es representada simbólicamente por el cóndor, puma, serpiente y águila respectivamente.
Existe evidencia de otros dos mundo llamados Uku Pacha, o el mundo de adentro (mundo de la eterna oscuridad), y Hakaq Pacha o Haqay Pacha (mundo del más allá o de los espíritus).
La expresión “Pacha” significa tierra, universo, mundo, lugar, relacionada con el tiempo y el espacio, de ello surge la expresión "Pachamama", que es claramente conocida como la divinidad de la tierra, productora de alimentos.
Además el universo que vive, se mueve, desde la Tierra del hombre viviente, kay pacha, aparece y desaparece a través de dos puentes eternamente renacientes, ubicados en los crepúsculos, de la tarde a la noche a través de chakana puente de espacio tiempo; y de la noche a la mañana a través del chaka- chaka, puente que va aclarando y despertando el mundo.

## Dualismo andino

Chacana símbolo de la dualidad y cosmovisión andina. Representa a los cuatro mundos

Ya desde tiempos anteriores a los incas, las civilizaciones andinas tenían una visión dualista del mundo. Esta cosmovisión se puede apreciar en todas los ámbitos del incario, desde la composición social hasta la religión.
Para los incas, mundo podía ser calificado como macho o hembra, nunca siendo "macho" superior a la "hembra" o inversa, sino siempre complementarios y necesarios. A este dualismo complementario se le llama yanantin y a la relación de sujetos del mismo género se denomina masintin, la suma de estos dos llegan a formar el Tawantin - suyu.

## El Origen del hombre y la mujer
En el origen del hombre, la concepción andina tiene una explicación muy peculiar. Se menciona que los hombres o grupos de Ayllus, siempre procedían del subsuelo que eran llamado "Pacarinas". Creían también que cuando los hombres mueren, se reunían con los dioses del más allá, que estaban en el cielo.
De acuerdo a la concepción dual, del hombre andino, frente a la Pachamama, diosa del mundo de abajo o Urin Pacha había una divinidad equivalente en el mundo de Hanan Pacha, que vendría a ser Huiracocha (o Wiraqocha). Este dios habría tenido gran influencia en el área sur del Perú, entre el Cuzco y el Lago Titicaca, donde es presentado como la divinidad más importante.
Según los mitos cuzqueños Huiracocha, luego de haber realizado una primera ordenación del mundo, mandando al cielo, al sol y a la luna, procedió a dividir el mundo en cuatro partes:
- Chinchaysuyo (al norte),
- Collasuyo (al sur),
- Antisuyo (al este) y
- Contisuyo (al oeste).

Posteriormente ordenó salir a los hombres de las cuevas, de las fuentes, de los precipicios, es decir del subsuelo en las regiones de Chinchaysuyo y Collasuyo, mientras sus ayudantes hacían lo propio en Antisuyo y Contisuyo.
Aquí vemos cómo se realiza la interacción entre Huiracocha y Pachamama, entre el cielo y la tierra, el Kay Pacha sería la resultante de esta vinculación. Debe indicarse también que el sol aparece como pareja de Pachamama en otros mitos conocidos, lo que significa que en la concepción de los Incas, estos reemplazaron a Huiracocha por el Sol, cumpliendo este el mismo papel que le cupo al anterior, y, a la vez, manteniendo el equilibrio de la concepción andina.
El Inca era un punto de comunicación entre los planos del mundo, pues era "hijo del sol" y salió de la tierra.